# David Oppenheim (Rabbiner)
David Oppenheim (* 18. Dezember 1816 in  Leipnik, Kaisertum Österreich; † 21. Oktober 1876 in Wien, Österreich-Ungarn) war Rabbiner in  Jamnitz (heute Jemnice, Mähren) und Nagybecskerek, Banat (heute Zrenjanin, Serbien).

## Leben
David Oppenheim entstammte einer Rabbiner-Familie aus Mähren. Sein Vater, Bernhard Issachar Baer Oppenheim (1790–1859), war Rabbiner in  Eibenschütz (heute Ivančice in Mähren). Nach dem Jeschiwa-Studium ging er 1834 nach Prag, wo er seine talmudischen Studien fortsetzte und dabei auch Vorlesungen der Philosophie an der Karls-Universität besuchte. 1846 wurde er zum Rabbiner in Jamnitz berufen, wo er 1858 von seinem Bruder Joachim Heinrich Oppenheim abgelöst wurde, und 1859 wurde er zum Rabbiner im damals ungarischen Nagybecskerek (heute Zrenjanin in Serbien), was er bis zu seinem Tod blieb. Er wurde auch als Vorsitzender des Rabbinerseminars in Budapest vorgesehen, wozu es jedoch infolge seines Todes nicht kam.
Oppenheim schrieb viele Beiträge für die Zeitschriften Allgemeine Zeitung des Judenthums, Monatsschrift, Bet ha-Midrasch und andere. Oppenheims Sohn Joachim Oppenheim wurde Rabbiner in Karlsbad.